# Prohibición del rugby league en Francia
La prohibición del rugby league en Francia se hizo efectiva 17 meses después del establecimiento del régimen de Vichy por un Decreto legislativo de disolución de su federación o asociación en 1901 llamada la Liga Francesa de Rugby a XIII —LFR.13— firmado por el mariscal Philippe Pétain el 19 de diciembre de 1941, publicado en la Gaceta Oficial de 27 de diciembre de 1941. Además de la disolución, los bienes de la asociación —ley 1901— LFR.13 se transfiere a la Comisión Nacional del Deporte (NSC) de liquidación y, la práctica del rugby league prohibida.
Desde finales de octubre de 1940, los clubes de rugby league tenían la obligación de cambiar de deporte o desaparecer del panorama deportivo francés; Además, la Ley de 20 de diciembre de 1940 llamada Carta de los Deportes (publicada en la Gaceta Oficial del 8 de abril de 1941) y el Decreto de 19 de noviembre de 1941 es la regulación administrativa hecha para los propósitos de la Carta de los Deportes (DO 27 de agosto de 1942) hizo con que la LFR.13 no podía tener clubes de membresía. El régimen de Vichy tenía gradualmente durante 13 meses (octubre de 1940-noviembre 1941) todas las modalidades de la federación francesa de rugby league -LFR.13 es decir, se convierte en totalmente una cáscara vacía (mucho más fácil de demostrar su inutilidad, para disolverlo y apoderarse de sus activos (bienes muebles e inmuebles puede ser un poco.
Desde finales de octubre 1940 a junio 1944, los clubes de rugby league, simplemente se vuelven obligados, para permanecer en el rugby, a ser clubes de rugby union cuyos líderes no fuesen todos exdirigentes del antiguo club de rugby league; estos nuevos clubes de rugby union practicaban en los antiguos estadios de rugby league.
Además, para reforzar su control sobre el deporte francés, el régimen de Vichy tuvo otras tres leyes:
- la Ley de 26 de mayo de 1941, relativa a la identificación, la protección y el uso de los campos locales y deportivos, estanques y piscinas -Ley Borotra- (DO de 14 de junio de 1941).
- la Ley de 18 de julio de 1941 para facilitar la ejecución de las obras urgentes de equipos deportivos: municipios, condados y el estado puede perseguir la expropiación con fines públicos, las propiedades necesarias para el establecimiento de toda la educación general o instalaciones deportivas; se estipuló que era factible para un período de 5 años (DO de 4 de septiembre de 1941).
- la Ley de 12 de julio de 1943 que prohíbe cualquier remuneración económica en el tipo de participantes en concursos, exposiciones y se fijan sanciones por incumplimiento: multas, sanciones disciplinarias o incluso prisión; la regulación de fútbol profesional: más extranjeros para sustituir por amateurs (4-6), el jugador del salario fijado por el CGEGS ...

La prohibición del rugby league fue calificada por la revista semanal L'Équipe como "uno de los mayores escándalos del deporte francés" en 2013. La prohibición tiene su origen en la voluntad de Vichy de prohibir el profesionalismo del deporte francés a través de la revolución nacional y la influencia de los líderes sindicales de rugby que luego se asentaron en los misterios del nuevo régimen (Jean Borotra, Jean Joseph Ybarnegaray Pascot, Voivenel Pablo, Albert y André Ginesty Haon).
Al final de la guerra, a mediados / finales de septiembre de 1944, la Liga Francesa de rugby league se restaura y en octubre de 1944 campeonatos de la liga de rugby y tazas de su renacimiento bajo la dirección de los antiguos y los nuevos dirigentes de los clubes, los la mayoría de sus exjugadores que se vieron obligados a veranos del exilio en los clubes de rugby para jugar rugby XV y Paul Barrière que obtiene estatus oficial del Consejo Nacional de Deportes, presidido por Alfred Elluère (Presidente de la FFR) en 1946.
Desde finales de octubre de 1940, los clubes de la liga de rugby tenían la obligación de cambiar de deporte o desaparecer del panorama deportivo francés; Además, la Ley de 20 de diciembre de 1940 llamado Carta Deportes (publicado en la Gaceta Oficial del 8 de abril de 1941) y el Decreto de 19 de noviembre de 1941 es la regulación administrativa hecha para los propósitos de la Carta de los Deportes (DO 27 de agosto de 1942) hizo la LFR.13 no podía tener clubes de membresía. El régimen de Vichy tenía gradualmente durante 13 meses (octubre de 1940-noviembre 1941) todas las modalidades de la federación francesa de rugby league LFR.13 es decir, se convierte en totalmente una cáscara vacía (mucho más fácil de demostrar su inutilidad, para disolverlo y apoderarse de sus activos (bienes muebles e inmuebles puede ser un poco)).
Desde finales de octubre 1940 a junio 1944, los clubes de Liga de rugby, simplemente se vuelven obligados, para permanecer en el rugby, siendo el club de rugby cuyos líderes no estaban todos los exdirigentes del antiguo club de la liga de rugby; estos nuevos clubes de rugby practicaban los estadios de rugby en la antigua liga de rugby.
De acuerdo con una ordenanza del 2 de octubre de 1943 (DO del 7 de octubre de 1943) del Comité Francés de Liberación Nacional (CFLN 03.06.1944- -03.06.1943 en Argel), pero hizo aplicable por la Orden de 9 de agosto de 1944, el Gobierno Provisional de la República Francesa (GPRF 30.08.1944- -03.06.1944 en Argel) [que es presidido sucesivamente por el general De Gaulle, las asociaciones suprimidas tuvieron que recuperar sus bienes y derechos tras la Liberación. La Liga Francesa de Rugby a XIII no recuperará todos sus bienes muebles (o que podría haber sido a veces real) que podrían haberse atribuido al rugby u otros deportes (como el balonmano que se introdujo en Francia en septiembre de 1941) o simplemente el Comité Nacional de Deportes (NSC).
- La Ordenanza del 2 de octubre 1943 CFLN en Argel, completada por el Decreto de 24 de julio de 1944, el GPRF en Argel también mantuvo el acuerdo haciendo continuar el mayor control del Estado (creado por el régimen de Vichy) sobre las asociaciones, federaciones y poner la libertad de asociación bajo la protección de constitucionalidad anterior al 17 de junio de 1940, al régimen de Vichy.

Por Decreto de la Cuarta República Francesa, el 11 de abril de 1949, publicado en el Diario Oficial de 22 de abril de 1949, la Liga Francesa de Rugby a XIII se refirió como "Federación Francesa del Juego a XIII" con la asociación de comercio y no de rugby league. Por extensión, y en muchos periódicos, el "rugby league" se convierte en el "juego a treze".
Finalmente, después de ocho años de un procedimiento iniciado en 1985 por Jacques Soppelsa, presidente de la Federación Francesa del juego a XIII, el rugby league en Francia recupera su nombre "rugby league" por una sentencia del Tribunal de Casación el 4 de junio 19,932 después de una batalla legal con la Federación Francesa de Rugby entonces presidida inicialmente por Albert Ferrasse (1968 a 1.991) y luego en una segunda etapa por Bernard Lapasset (1991 hasta 2008), el primero indica el anuncio de la puesta en marcha este procedimiento en 1985 "Digo esto, y es una advertencia gratuita: no vamos a dejar que nos hacen! [...] Yo no quiero la guerra, pero os digo, señores, que si lo hacemos, vamos a hacer completo! E incluso si cortamos la Federación del Juego a XIII."

## El contexto
- 03 de septiembre 1939: A raíz de la invasión de Polonia por el Tercer Reich desde el 1 de septiembre de 1939, Francia y el Reino Unido declaró la guerra al Tercer Reich.
- 10 de mayo de 1940: las tropas alemanas invadieron Bélgica, Holanda, Luxemburgo y el noreste de Francia.
- 12 de mayo de 1940: segunda semifinal de la Copa del señor Derby Rugby League: el partido contra Pau Carcassonne se cancela.
- 19 de mayo de 1940: la final de la Copa de Francia de Rugby League (Côte Basque XIII contra uno de los dos clubes anteriores) es decir, "Hechos de guerra" cancelada.
- 17 de junio 1940: el mariscal Pétain se invierte para reemplazar a Paul Raynaud (último jefe de gobierno de la Tercera República).
- 10 de julio 1940: El Parlement3 otorga plenos poderes al mariscal Pétain. Este es el comienzo del régimen de Vichy.

Dos tercios de Francia fueron ocupados por los alemanes, el resto está bajo la autoridad del régimen de Vichy.

## El rugby league bajo el régimen de Vichy
El 22 de agosto de 1940, Jean Ybarnegaray, presidente y fundador de la Federación Francesa e Internacional de Pelota, el secretario de Estado para la Juventud y la Familia y el suletino diputado del Partido Social Francés (PSF) coronel François de la Rocque declararon que "El destino del rugby league está claro, él vivió (y), está simplesmente rayado del deporte francés. [......] "
El 17 de octubre de 1940, Albert Ginesty, presidente de la Federación Francesa de Rugby (Rugby union) y Paul Voivenel, presidente honorario de la FFR en 1942 y autor del libro Mon beau rugby (Mi buen rugby) se niega la existencia del rugby a XIII (parte faltante cuando reediciones), haciendo campaña para la prohibición del rugby league. Esta prohibición puede muy bien ser establecida y concluyó sobre la base del "informe Voivenel o Ginesty de rugby", otorgado a Jean Borotra, Comisionado General a la Educación General y Deportes a partir de julio de 1940 hasta abril de 1942. En otros sectores actividad, el régimen de Vichy y su revolución nacional se implicaron y actuaron en la organización nacional del deporte en Francia (véase la Ley de 20 de diciembre, 1940) 4
Por otra parte, el ministro de nuevos deportes Philippe Pétain y Pierre Laval nuevo gobierno nombrado en abril de 1942, José Pascot (exdirector deportivo desde agosto de 1940 en el gabinete del exministro de Jean Borotra, exjugador internacional de la FFR coronel activo convertido), él mismo un jugador de rugby a XV, es un jugador importante en la eliminación del rugby league; y se remitió el profesionalismo en el deporte, la práctica importada del Reino Unido en favor de amateurismo puro, duro y virtuoso como en el Tercer Reich; uno de los objetivos de J. Pascot era controlar y los jóvenes y los hombres y las mujeres en el deporte, a "frenar" el mundo del deporte y "alentar" en grupos deportivos con directa fondo similar.
En 1941, Vichy elimina la profesionalidad de este deporte a un ritmo diferente, porque la resurrección moral prometió Francia es inseparable de una buena forma física y moral de acuerdo a su fórmula "Sé fuerte para servir mejor".
Los efectos de esta prohibición (cf. Decreto Nº 5285 de 12/19/1941, Diario Oficial del Estado francés de 27 de diciembre 1941) son inmediatos para el rugby league y,
- Valen la disolución y pérdida de activos para ambos clubes de rugby league "profesionales" (es decir, que compensa sus jugadores) que para 142-146 clubes de aficionados en la Liga de Rugby a XIII Francesa,

- Los bienes muebles o inmuebles del LFR XIII y los clubes se introducen (en los últimos días de diciembre de 1941 y el 1er trimestre de 1942) es de 2 a 3 millones de francos en el momento (equivalente a 0,60 en 2006 0,91 millones de euros). Algunos podrían haber sido capturados en parte por la Federación Francesa de Rugby.

De hecho, este no era el 155-159 clubes que habían formado la LFR XIII (FFR XIII) en junio de 1940 que fueron cubiertos por el presente decreto y que fueron los más afectados (tenían desde finales de octubre de 1940, es arrestado cualquier actividad deportiva o se reinvierte en otros deportes o se convirtieron en el Rugby FFR en el asesoramiento, el 15 de octubre de 1940, funcionarios de la LFR XIII), pero fue la Liga (Federación) French Rugby League XIII -LFR convertirse -desde diciembre 1940- un shell (más miembros clubes, más actividades) que se dirige.
Durante el mismo período, el tenis y la lucha habían acabado de unirse al estatus de amateur, mientras que un período de tres años se concede a fútbol5, al ciclismo, al boxeo y a la pelota vasca.
Vichy también raya de la tarjeta deportivo francés otras federaciones deportivas amateurs uni-minor poniéndolos bajo la supervisión de otra federación y la captura de su propiedad por ella (como tenis de mesa, cancha de tenis, el badminton6 bajo la tutela del tenis), sino también entusiastas polideportivas federaciones se apoderó de sus bienes muebles e inmuebles (- FSGT - UFOLEP - USEP). También prohíbe competiciones femeninas de fútbol7, de ciclismo8 (perjudiciales para el sexo débil) y un club de rugby a XV: US Lectoure (Gers) 9.
Mientras tanto, entre junio y septiembre de 1941, el régimen de Vichy autoriza la creación en Francia de una nueva federación deportiva: el balonmano10 de origen alemán (codificada entre 1917 y 1920 y deriva de otro juego alemán : El torball). Pero a finales de 1944, de conformidad con el artículo 3 de la Ordenanza de Argel, la creación de la FFH se cancela (después de varias investigaciones del FFHB no puede nacer en julio de 1952).
El golpe al rugby league, dado por el Decreto N ° 5285 de 19 de diciembre de 1941, Pétain firmó el 20 de diciembre de 1941, aplicable en enero de 1942, bien puede haberse originado en Berlin11 y en paralelo a la aparición de la FFH.
El rugby league también fue prohibido en noviembre de 1940, los clubes escolares, los estudiantes de la universidad, o universitarios que practicaban desde la temporada 1935-1936 (habían pasado 52-79 para la temporada 1938-1939); que no eran miembros de LFR.XIII pero eran miembros de las federaciones deportivas para el deporte en las escuelas, colegios, institutos o universidades; Estos clubes son miembros de la Federación UFOLEP (fundada en 1928), OSU (fundada en 1931, se convierten en OSSU en 1938, en 1962 y la ASSU, UNSS en 1975) o USEP (fundada en 1939).

## El Gobierno Provisional de la República
En Argel, 2 de octubre 1943 (DO de 7 de octubre, 1943), las restauraciones CFLN, por Ordenanza llama Argel:
- la existencia legal y jurídica de "derecho"
- la restitución de retrocesión propiedad cualquier grupo, asociación, federación deportiva legalmente constituida y "existente al 16 de junio 1940" y, por tanto, de / a la liga de rugby,
- pero perpetúa el control estatal sobre las federaciones, la aprobación de Agrupaciones y asociaciones deportivas (establecidos por el régimen de Vichy); Pero a diferencia de Vichy de diseño: cualquier forma de estatismo, la politización, el adoctrinamiento, la concesión de los movimientos religiosos está firmemente rechazado y el cuidado del estado es estrictamente técnica y material.

Este último, completado por el Decreto de 24 de julio de 1944, el GPRF en Argel, se hizo aplicable por la Orden de 9 de agosto de 1944, el GPRF siempre legislar, desde junio 3, 1944 hasta agosto 30, 1944 en Argel.
Estas dos órdenes y decretos fueron modificados por la Ordenanza Nº 45-1.922 de 28 de agosto de 1945, el GPRF en París
- que tomó la mayor parte de las disposiciones anteriores, e introdujo el concepto de "delegación de poderes" concedido por el Estado ya las federaciones,
- que estuvo en vigor hasta que la Ley Nº 75-988 de 29 de octubre 1975.

El rugby league o "neo-rugby" sufrirá durante la Liberación y en sus consecuencias inmediatas, una menos fácil de condiciones esperadas: Órdenes y Decretos del CFLN el GPRF en Argel están muy poco difundidos o desconocidos en metrópolis antes de instalar el GPRF en París 31 de agosto 1944.
Estos son sin duda sufriendo porque el LFR.XIII no debe ser representado o no era un grupo de presión:
i) con los franceses libres y la comitiva del general De Gaulle en Londres en lugar de bádminton: tales Simonne Mathieu (esposa del Presidente de la Federación de Bádminton).
ii) con el CFLN y GPRF Argel a diferencia de la Liga de la educación, la madre y UFOLEP La USEP, que se reconstituyó oficialmente en 1943 en Argel a ser representado con el Gobierno Provisional (CFLN entonces GPRF) o incluso, a diferencia del modelo FSGT representada por Albert Bosman (lo que obligó al equipo de René Capitant al CFLN a deber lograr un compromiso fuerte y hábil entre diferentes ideas / filosofías del deporte, en la redacción del orden de 2 de octubre 1943).
Otra problemática para LFR.XIII: la Ley de 11 de julio 1938 relativa a requisición civil (proceso de venta no forzada o excesivamente bajas indemnizaciones a partir de entonces), y las Leyes de 26 de mayo y 18 de julio 1941 (Vichy) a continuación, la Ley N ° 46 hasta 2424 del 10.30.1946 (Cuarta República). Sin embargo, después de la Liberación, y durante varios años, se creó una o algunas / Comisión (es) del/de los condado (s) indemnización por los bienes requisados que inducen como la cuestión de la presentación por la LFR.XIII (reconstituido en Toulouse a mediados de septiembre 1944 ) su archivo al / a las misma (s) comisión (es) de compensación de que si se hubiera presentado la admisibilidad de su caso.

## Desde septiembre 1944
Privados de parte de su propiedad hasta octubre de 1940, tiene una "cura de silencio" de octubre 1940 a septiembre de 1944, víctima de una cierta unanimidad rechazar, más allá de los mitos obligados a "reabrir heridas que aún no sanaron, "la liga de rugby francés está revisando la formación, a finales de septiembre de 1944, unos doscientos clubes y eleva de nuevo el entusiasmo de decenas de miles de seguidores.
En julio de 1947 y julio de 1948, después de sufrir el acoso del régimen de Vichy, indispuesto a ser condenado al ostracismo deportivo francés o a suicidarse o no saber que hacer frente a eso, él tuvo que doblar de nuevo y almacenar a la voluntad de la República Francesa (esto bajo la presión de los partidarios del juego a 15): cf. página FFR XIII para tomar un nuevo nombre: "Juego a XIII" (hay que señalar que Jean Galia es el padre, desde marzo / abril de 1934, del término juego a trece) para su práctica amateur y el otro nombre: "Liga de Rugby League "por su práctica semi-profesional o profesional (cf. Decreto de 11 de abril de 1949, DO de 22 de abril 1949).
El párrafo tercero del artículo 3 de la Ordenanza de CFLN llama Argel, aplicable en Francia por la Orden de 9 de agosto de 1944, el GPRF en Argel, todavía no se ha implementado como se anunció (restitución, rendición de propiedad a favor de la LFR.13 pleno extremo derecho reconstituido septiembre de 1944).
El equipo de rugby league de Francia campeón del mundo (informalmente asignado por los australianos en un ciclo de 4 años) en 1951 y 1955, ha ganado varios campeonatos de Europa (1939, 1947, 1951, 1952, 1977 1981, 2005).
El 31 de marzo de 1989, el Consejo de Estado, actuando en litigio, hace una parada en contra del Ministerio de Juventud y Deportes, que por su delegación a las federaciones deportivas, sigue utilizando el nombre de "Federación Francesa de Juego XIII "(perseverancia error administrativo o el Departamento), aunque la denominación actual no tiene más fundamento ni valor legal teniendo en cuenta las leyes de la República.
Es 4 de junio 1993 que su federación de nuevo puede ser llamada "Federación Francesa de Rugby League" (FFR XIII), a raíz de la sentencia del Tribunal Supremo desestima definitivamente la FFR, que había ido a la Corte Suprema después de su juicio de apelación perdió hace dos años ante el Tribunal de Apelación de París, que confirmó la sentencia (29 de septiembre 1987), el Gran Instancia tribunal de París y se espera que considera que como una denominación genérica, el término "rugby" podría tener en la exclusividad de una sola federación, la FFR (XV) pagará los costos.
Fundada en 1997 y liderada en particular por Robert Fassolette y el británico Cliff Spracklen, la asociación "XIII activa" 12 se produce entre otros fines "a trabajar para la rehabilitación del histórico Rugby League" y "lo más destacado, ante la opinión pública, las consecuencias actuales de la prohibición del deporte ya su expolio bajo el régimen de Vichy, a fin de obtener las reparaciones legales y legítimos ".
Una comisión independiente de doce historiadores e investigadores (dirigido por el historiador Jean-Pierre Azéma) llama The Politics of Deporte y la Educación Física en Francia durante la ocupación fue acusado de 29 de marzo 2000, por Marie-George Buffet, Ministro de Juventud y Deportes, para estudiar los remanencias estructurales y legales las decisiones tomadas por Vichy en los deportes.
La comisión dio en marzo de 2002, un informe de unas 190 páginas, impreso en 50 copias, que dedica una página y media de la liga de rugby. Se confirma la influencia del régimen de Vichy Febrero hasta Marzo líderes Vichy de los organismos nacionales de rugby en la prohibición de su competidor.
Excluyendo Marie-Georges Buffet mayo 2000 (ministro de Juventud y Deportes), ningún ministro o personal político es importante por muchas décadas ha estado en una final de rugby league (campeonato o la Copa Lord Derby). Por otra parte, ningún miembro del equipo de Francia de rugby league (excepto Puig Aubert) ha sido, por su contribución a la comunidad nacional a través de sus deportes, hecho titular de la Legión de Honor.